# Oxyrhabdium leporinum
Oxyrhabdium leporinum är en ormart som beskrevs av Günther 1858. Oxyrhabdium leporinum ingår i släktet Oxyrhabdium och familjen snokar. Inga underarter finns listade i Catalogue of Life.
Denna orm förekommer i norra och centrala Filippinerna. Arten lever i låglandet och i bergstrakter upp till 1100 meter över havet. Habitatet varierar mellan skogar och jordbruksmark. Individerna gräver i lövskiktet och i det översta jordlagret. De vistas gärna nära vattendrag. Honor lägger ägg.
För beståndet är inga hot kända. Hela populationen anses vara stabil. IUCN kategoriserar arten globalt som livskraftig.